# Salvia yangii
Salvia yangii és una espècie de planta amb flors del gènere Salvia dins la família de les lamiàcies. (Lamiaceae).
De port alçat, la planta aconsegueix mesurar uns 0,5-1,2 m d'alçada. La tija quadrada i les fulles verdes grisenques produeixen una olor peculiar al rebregar-les. La temporada de floració s'estén des de mitjans d'estiu fins a octubre, amb flors de blaves a violetes disposades a panícules vistoses i ramificades.
Originària de les estepes i turons del sud-oest i centre d'Àsia, va ser conreada per primera vegada pel general rus Vasili Perovski al segle xix. S'ha tornat popular i té una notable adaptabilitat a diferents condicions de clima i sòl. S'han desenvolupat diversos cultivars que difereixen principalment en la forma de les fulles i l'alçada de la planta; «Blue Spire» és el més comú. Aquest cultivar és molt utilitzat en jardins i disseny de jardineria. Als Estats Units aquesta espècie va guanyar el premi Planta de l'Any 1995 de la Perennial Plant Association, i el cultivar «Blue Spire» va rebre l'Award of Garden Merit de la Reial Societat d'Horticultura del Regne Unit.
L'espècie és molt emprada en la medicina tradicional, ja que a la seva zona d'origen li atribueixen diverses propietats terapèutiques. Això ha portat a la investigació de la seva fitoquímica. Les seves flors es poden menjar en amanides o triturades per extreure pigments, i es considera que la planta pot usar-se en la fitoremediació de sòls contaminats.

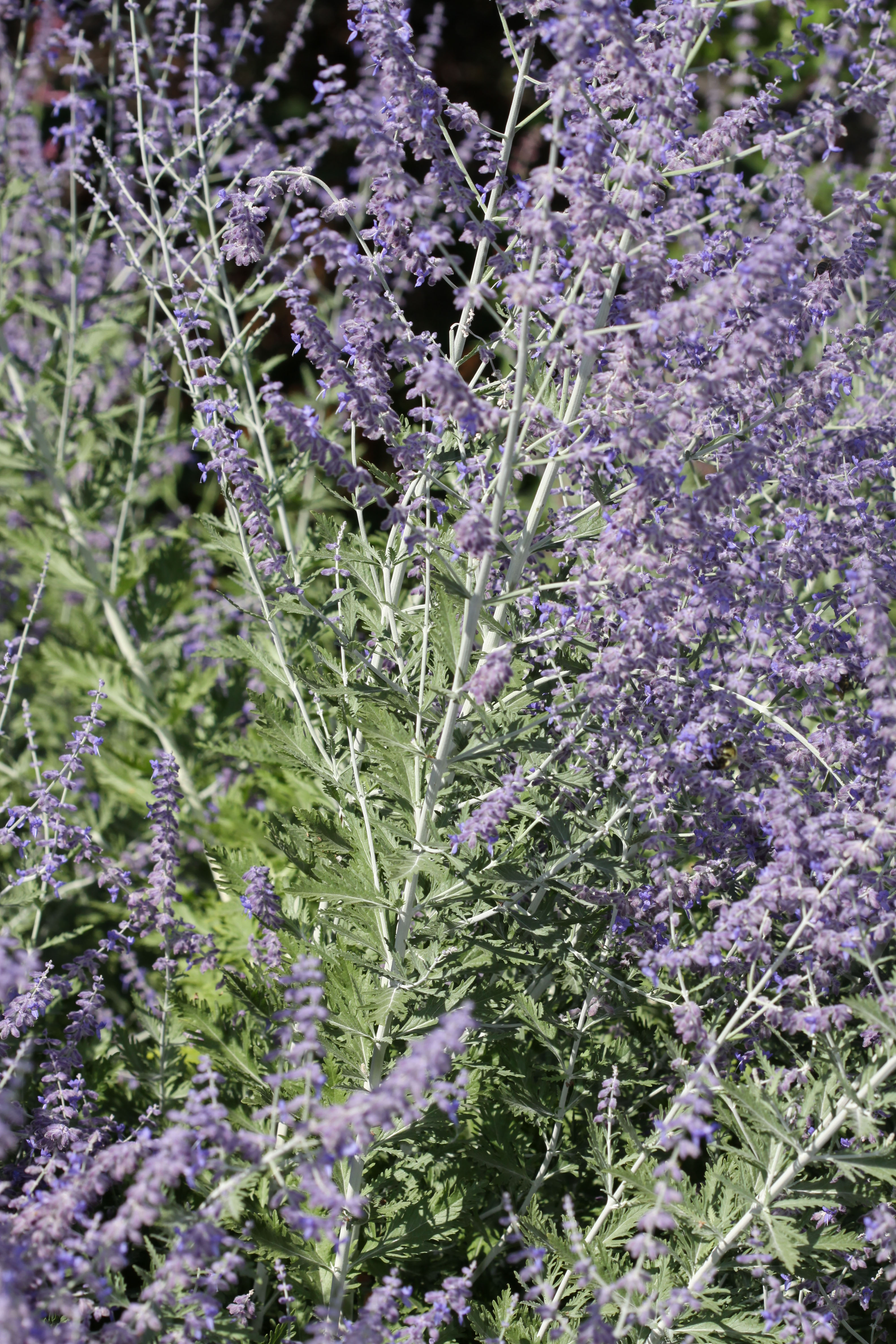
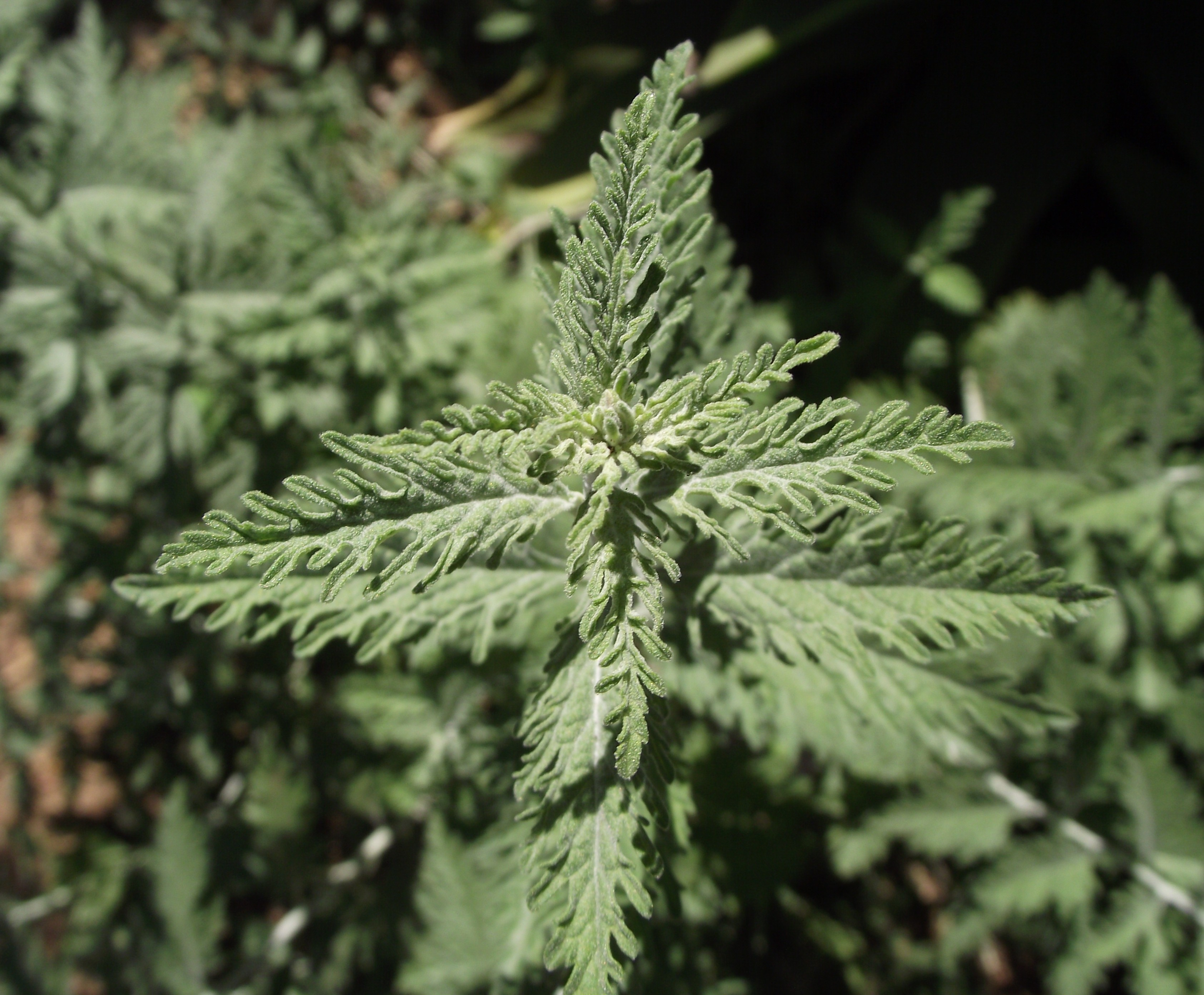
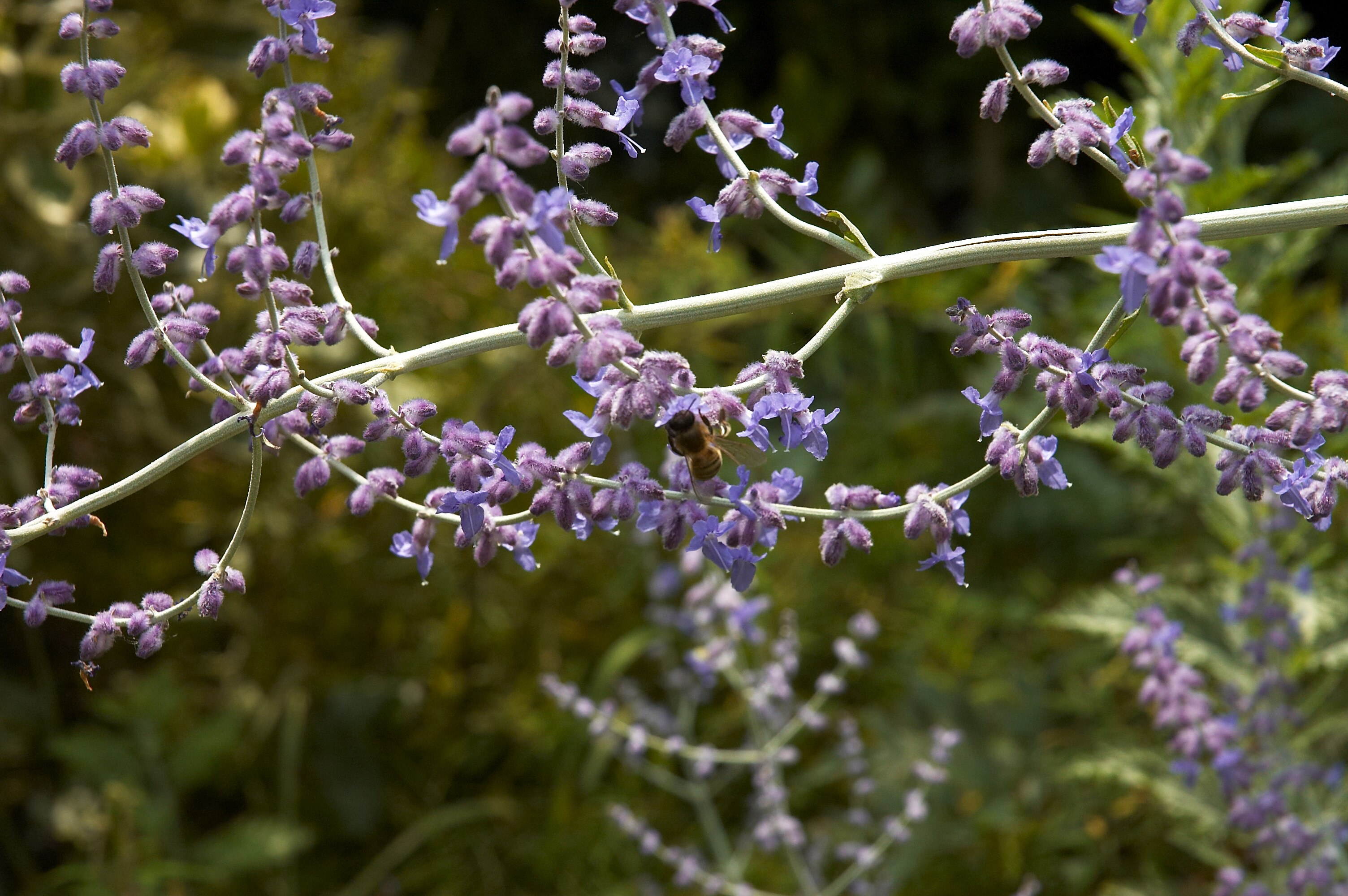
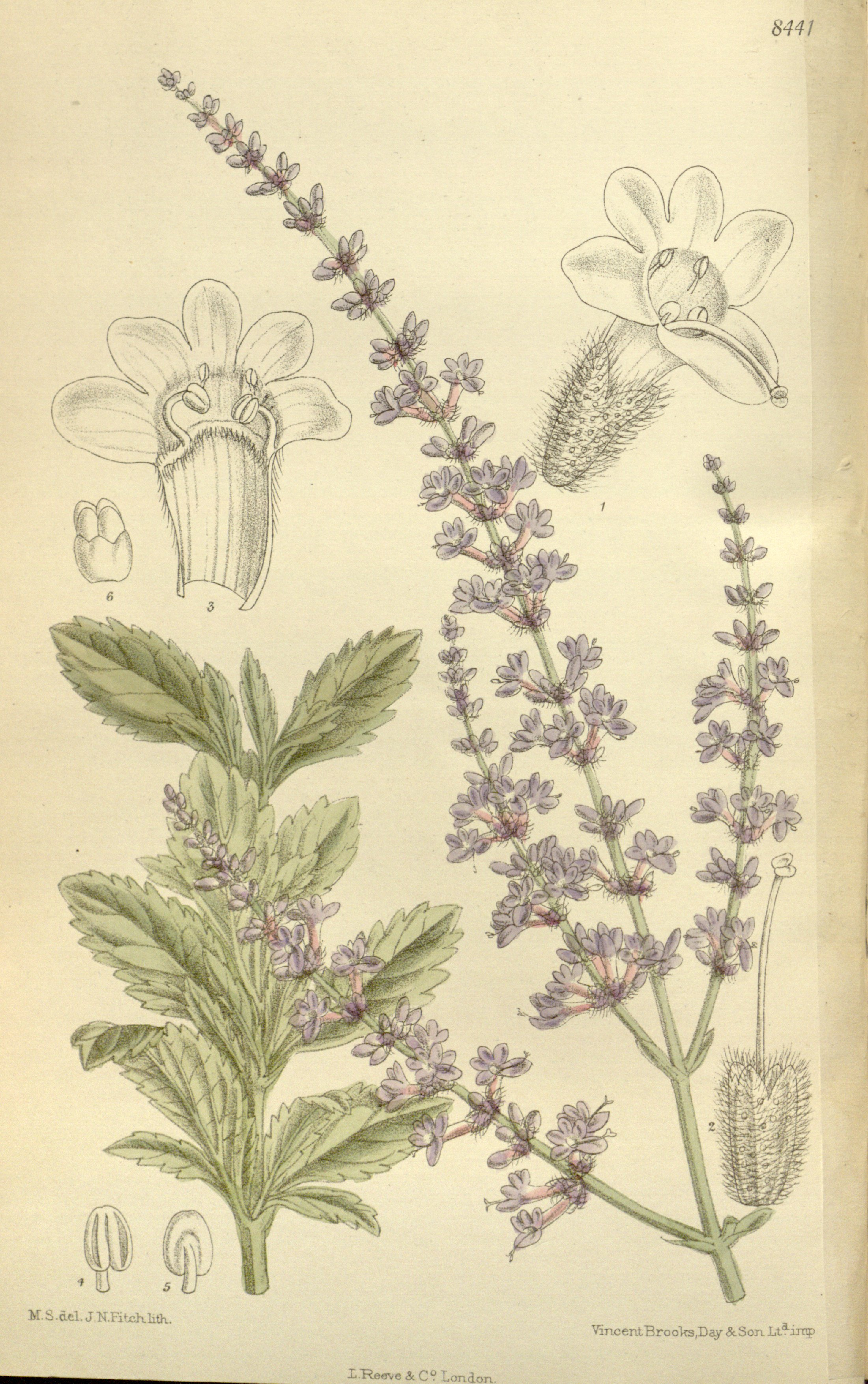
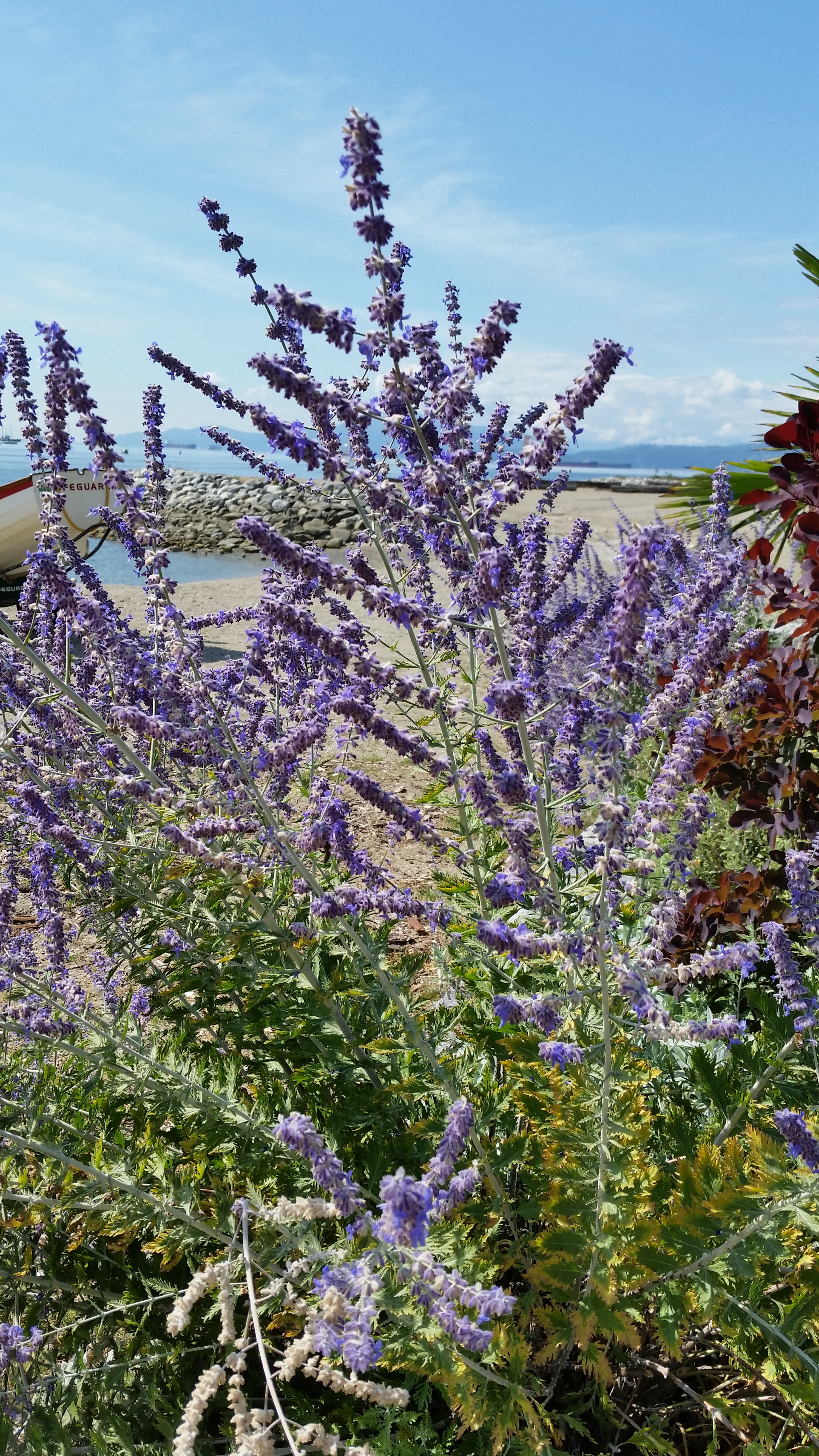
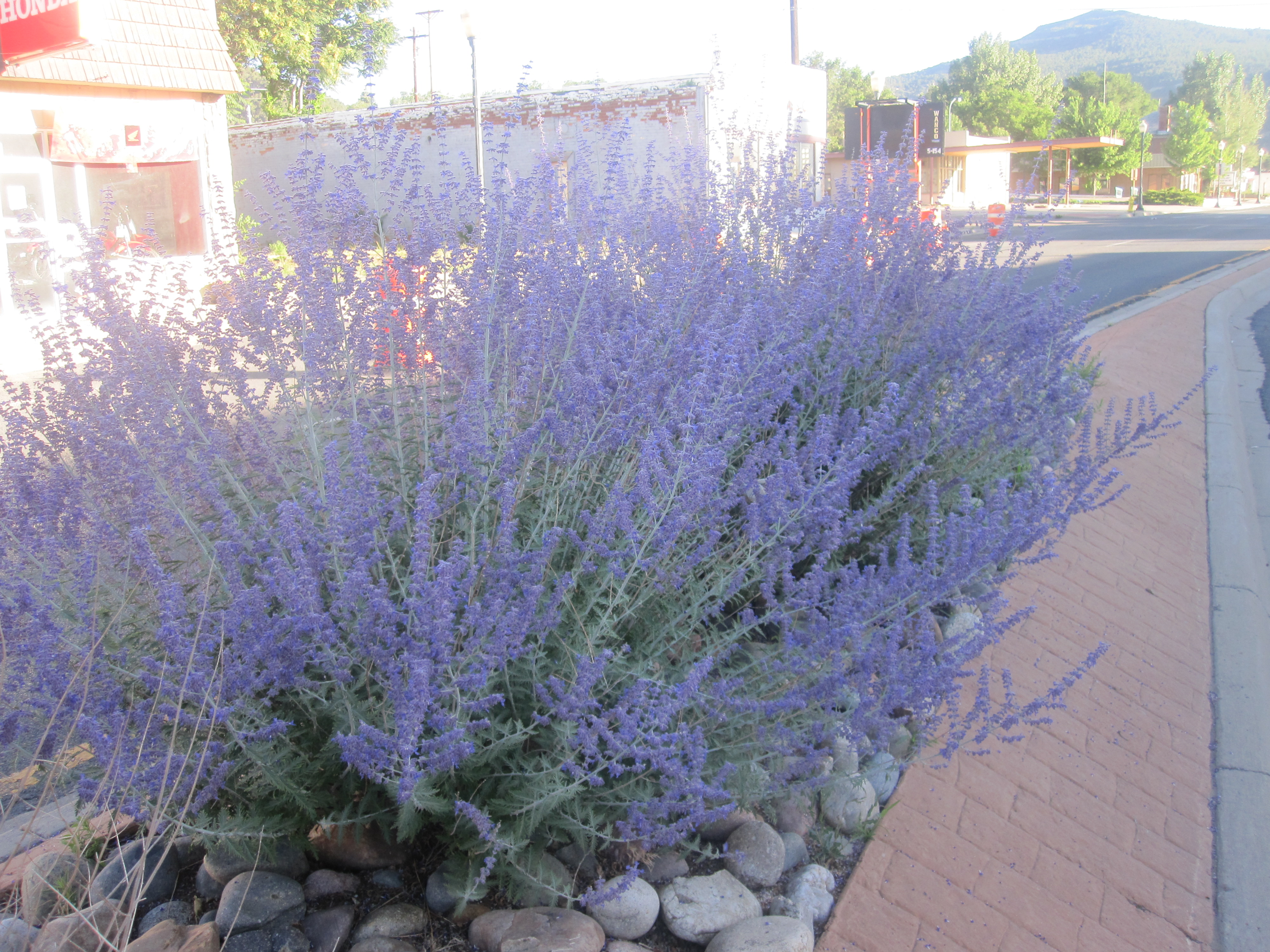
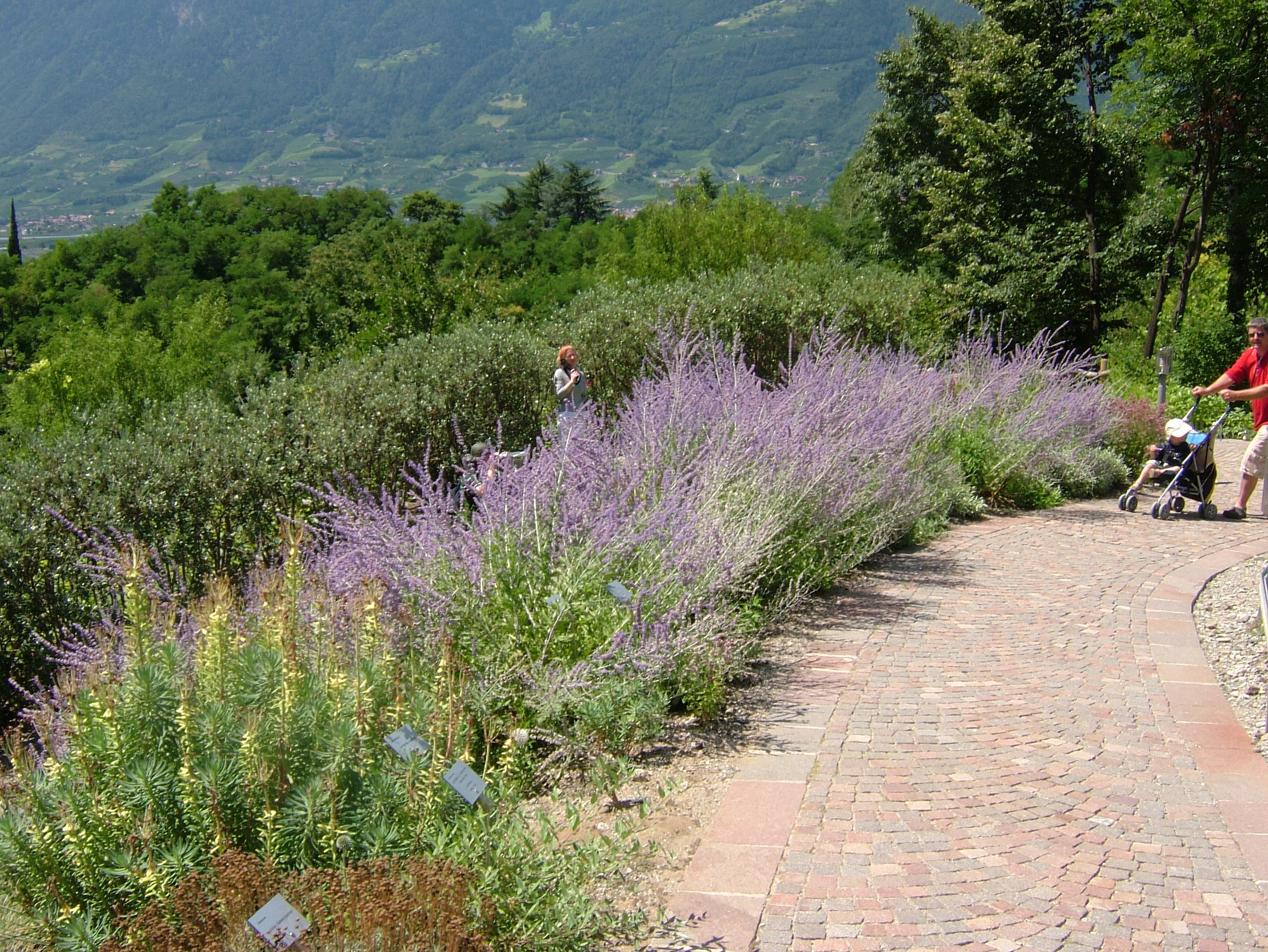